# Banesto
Banesto (acronimo della ragione sociale originaria: Banco Español de Crédito) è stata una banca multinazionale spagnola di servizi finanziari, fondata nel 1902 a Madrid. Prima dello storico intervento del governo spagnolo nel 1993, il primo nella storia del settore bancario, era la quinta società finanziaria in Spagna, dietro a Santander, BBVA, Banco Popular Español e Banco Sabadell, con circa 1.770 filiali.
La banca ha attraversato un periodo di crisi agli inizi degli anni novanta con le indagini per appropriazione indebita che videro coinvolto (ed in seguito condannato) l'allora presidente Mario Conde. Per uscire dalla crisi intervenne il Banco de España (la banca centrale spagnola) e Banesto venne acquisita nel 1994 dal Banco Santander.  Condannato a 10 anni di carcere nel marzo 2000 dall'Audiencia Nacional (elevata a 20 anni nel 2002 dalla Corte Suprema), Mario Conde ha scontato 11 anni prima di essere rilasciato sulla parola. 
Al di fuori della Spagna, Banesto divenne noto come sponsor della squadra ciclistica che comprendeva Miguel Indurain, il primo corridore a vincere cinque Tour de France consecutivi. In seguito la squadra fu conosciuta come Movistar Team.

## Storia
Il Banco Español de Crédito affonda le sue radici in una società bancaria di proprietà francese che, promossa da Isaac Pereire, fu fondata a Madrid il 28 gennaio 1856, ai sensi della nuova legge sulle società di credito, con il nome di Sociedad de Crédito Mobiliario Español.  La società si dedicava principalmente alla copertura del deficit di bilancio del governo spagnolo, attraverso l'acquisizione di debito pubblico e la concessione di crediti finanziari a società pubbliche.

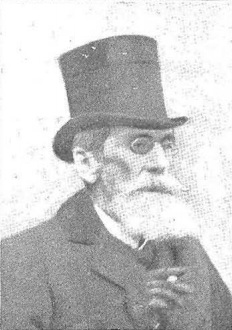
Cayetano Sánchez Bustillo, primo presidente di Banesto, 1908

Dopo la guerra ispano-americana, le riforme finanziarie di Raimundo Fernández Villaverde del 1900 e con il rimpatrio dei capitali delle ex colonie americane, gli azionisti decisero di liquidare la società e di fondarne una nuova, la Banca di Credito di Spagna, il 1º maggio 1902, con un capitale sociale di 20 milioni di pesetas. Il promotore della banca era un gruppo francese presieduto da Gustavo Pereire, amministratore della Compagnia delle Vie di Ferro della Spagna settentrionale. A questa iniziativa aderirono Cayetano Sánchez Bustillo e León Cocagne (vicedirettore del Banco Hipotecario de España) per conto di un gruppo di investitori spagnoli. La prima sede, l'Edificio della Società di Credito del Mobile, si trovava nel Paseo de Recoletos, a Madrid. 
A partire dal 1940, Banesto iniziò un processo di espansione e assorbimento di altre entità che la collocarono tra le più importanti banche spagnole. Nel 1955, Banesto acquisì il Banco de Vitoria, che mantenne come filiale fino alla sua completa integrazione nel 2003, e nel 1978 acquisì il Banco Coca, allora presieduto da Ignacio Coca.

Ex logo di Banesto

Nel 1954 la banca ebbe un ruolo di primo piano nelle trattative che portarono all'acquisizione delle miniere di Rio Tinto dalla britannica Rio Tinto Company Limited, facendo anche parte del consorzio che avrebbe finito per formare la Compañía Española de Minas de Río Tinto (CEMRT) per lo sfruttamento dei giacimenti. Negli anni '60, la Banca di Credito spagnola collaborò con la società nordamericana Standard Oil del New Jersey per costruire una raffineria a Castellón dedicata principalmente alla raffinazione del petrolio. Gli impianti iniziarono ad operare nel 1967, otto anni dopo passarono sotto il controllo esclusivo di Banesto. Per la sua gestione creò una filiale: “Petróleos del Mediterráneo”. Alla fine degli anni '80 la banca deteneva importanti partecipazioni in aziende come Acerinox (acciaio), Agromán (costruzioni), Asturiana de Zinc (miniere), Carburos Metálicos (chimica), Petromed (petrolchimica) e La Unión y El Fénix Español (assicurazione).
Banesto acquisì poi il Banco del Pacífico nel 1991 integrandolo. Nel 1993 acquistò il Banco de Concepción, ma la fusione fu sospesa quando intervenne la Banca di Spagna Banesto. Quando il Banco Santander acquisì Banesto nel 1994, vendette Banesto in Uruguay, Cile e Banco Shaw in Argentina. Banesto Chile è stata venduta al Banco Hipotecario de Fomento de Chile (BHIF). Nel 1998 BBVA ha acquistato BHIF.
Ana Patricia Botín, figlia del presidente di Santander Emilio Botín, è stata presidentessa esecutiva della banca tra il 2002 e novembre 2010, quando ha assunto il ruolo di CEO di Santander UK.
Nel dicembre 2012 il Gruppo Santander annunciò l'acquisto del restante 10% di Banesto che ancora non possedeva e l'unione dell'attività con quella già esistente del Banco Santander in Spagna.

## La crisi del 1993

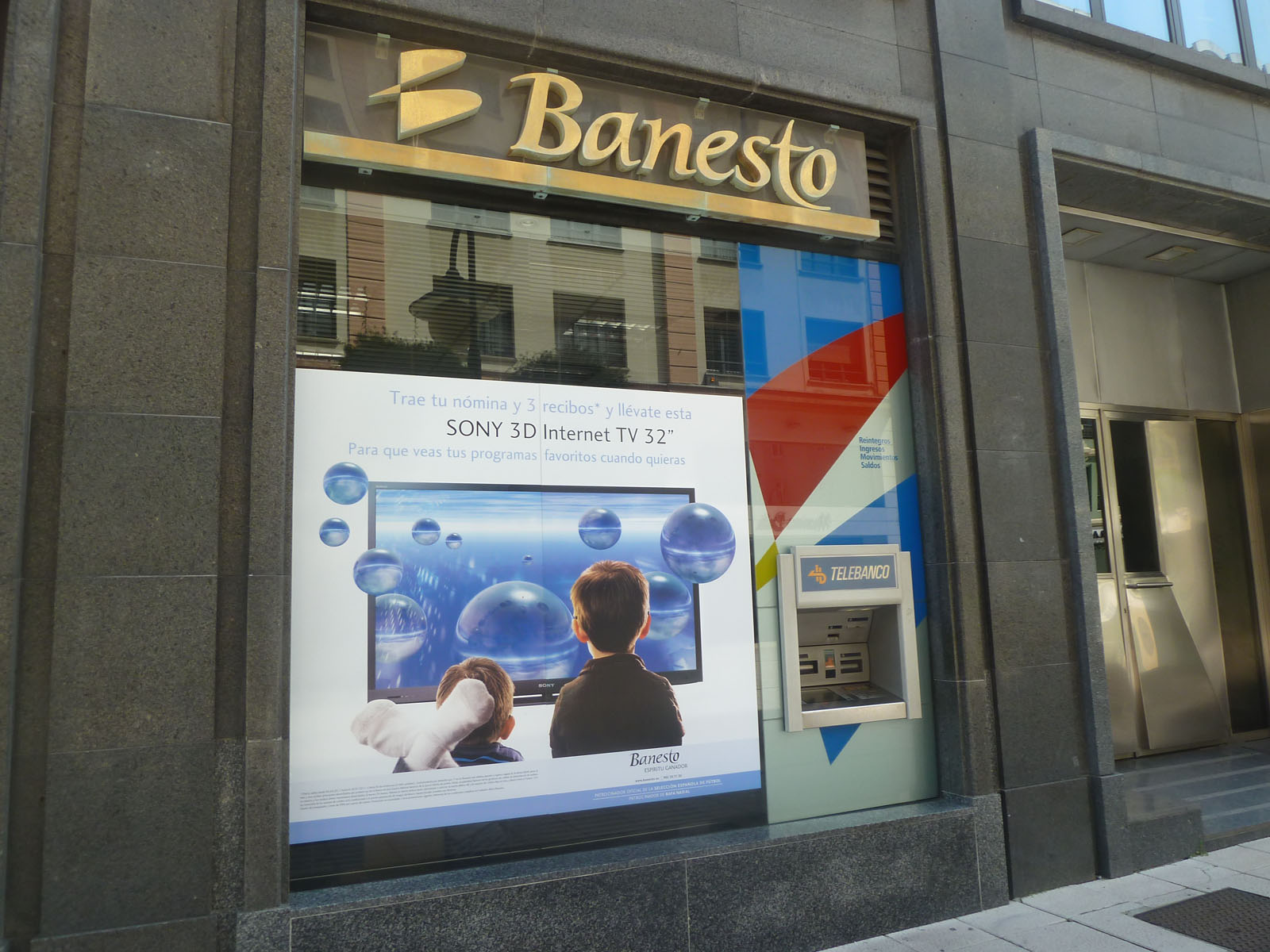
Filiale di Banesto a Oviedo, Spagna

Nel dicembre 1993, la Comisión Nacional del Mercado de Valores sospese la negoziazione delle azioni di Banesto a seguito di un calo di valore stimato tra il 6,56% e il 6,8% da 2.135 a 1.995 pesetas spagnole e un forte aumento delle insolvenze sui prestiti osservato dal governo spagnolo nel trimestre precedente, terzo trimestre del 1993.

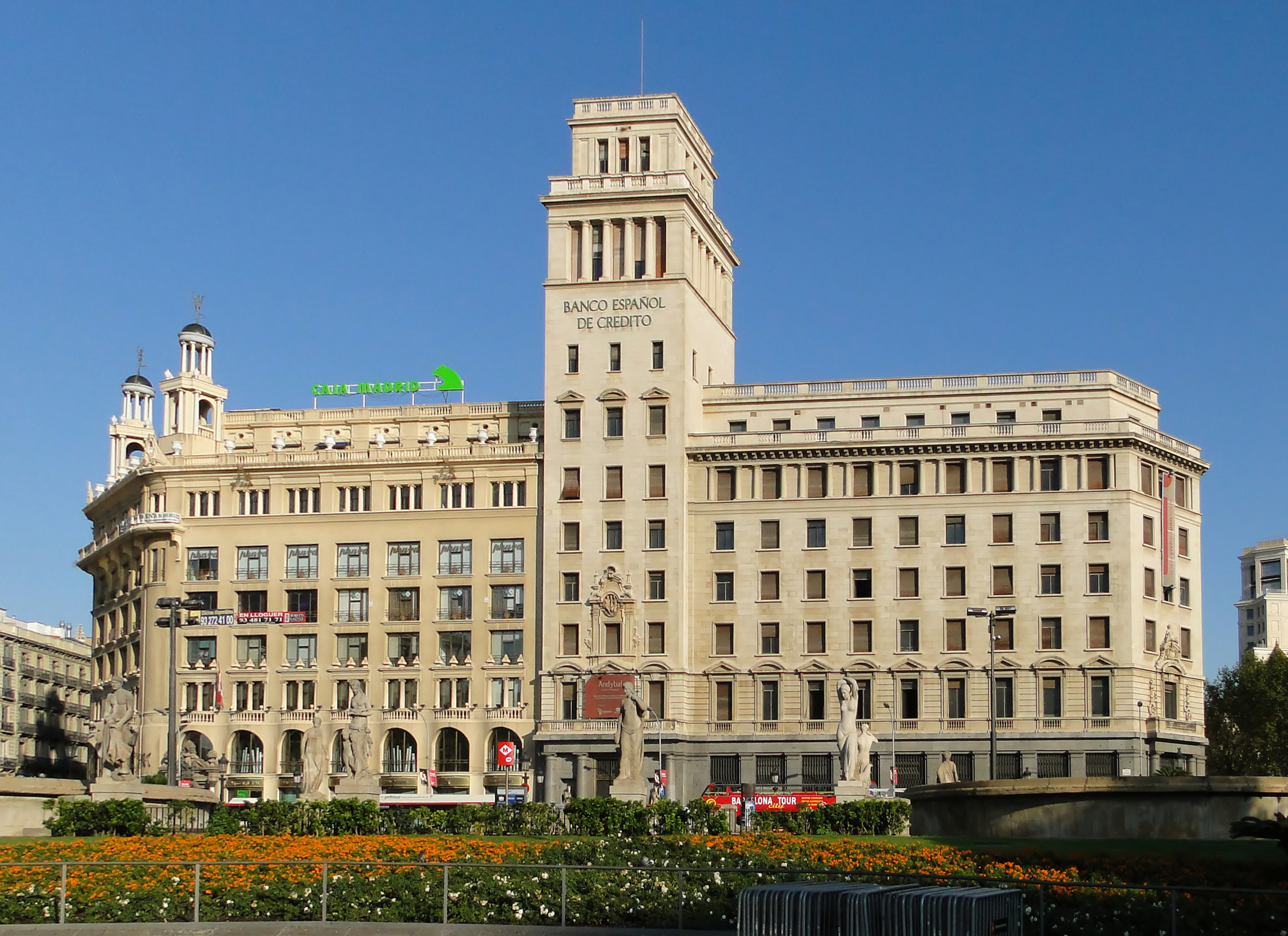
Banco Español de Crédito in Plaça de Catalunya, Barcellona

Alfredo Pastor, allora segretario di Stato per l'Economia, dichiarò che gli ispettori della Banca di Spagna avevano concluso che Banesto non disponeva di risorse per coprire i debiti e che la direzione della banca non era in grado di garantire i finanziamenti necessari per porre rimedio alla situazione. Oltre alla sospensione, il governo spagnolo destituì il suo presidente Mario Conde, sostituendolo con un consiglio composto da rappresentanti di altre cinque banche private: BBV, (ora BBVA), BCH (ora Santander), Argentaria (ora parte di BBVA), Santander e Popular (ora Santander).
Secondo il New York Times, la banca fu anche costretta ad ammettere che stava destinando i profitti e le entrate derivanti da alcune vendite di attività in riserve per perdite su prestiti. Il quotidiano spagnolo El Pais definì un "buco" la carenza di risorse finanziarie, stimata in modi diversi.  Il quotidiano britannico The Independent parlò di un deficit di 605 miliardi di pesetas, pari a 7,1 miliardi di dollari a gennaio 2019.

### Assorbimento da parte del Santander
Il 17 dicembre 2012 Banco Santander annunciò l'assorbimento delle filiali Banesto e Banif. Dopo l'integrazione, nel maggio 2013, i marchi Banesto e quello della sua divisione di private banking scomparvero confluiiti sotto quello del Gruppo Santander. Il 3 maggio 2013, Banesto cessò le sue attività in borsa prima di completare la sua integrazione nel Banco Santander, grazie alla quale i suoi azionisti diventarono azionisti del gruppo finanziario presieduto da Emilio Botín. Lo scambio di titoli fu di una azione Banco Santander ogni 1.579 titoli Banesto.
In seguito alla fusione per incorporazione effettuata dal Banco Santander, l'entità Banesto si estinse.  Con la fusione legale iniziò un periodo di transizione del marchio. Una volta terminato questo periodo di transizione, nel dicembre 2013 tutti gli uffici Banesto adottarono l'immagine del marchio Santander.